# Kossgöl
Kossgöl är en sjö i Västerviks kommun i Småland och ingår i Storån-Botorpsströmmens kustområde.